# Успенка (селище)
Успенка — селище в Україні, у Лутугинській міській громаді Луганського району Луганської області. З 2014 року є окупованим. Розташоване в східній частині Донбасу, над річкою Вільхівкою (притока Луганки).
1966 року було 18800 мешканців, у 2001 року — 9676.
Є коксохімічний завод, але чимало мешканців їздить на роботу до Лутугиного. В селищі Успенка у XIX сторіччі було збудовано Успенський собор, який було зруйновано в 30-ті роки ХХ сторіччя. Таких соборів було лише три — в Москві, Києві та в Успенці. Всі вони будувались за проектом одного архітектора[джерело?].

## Географія
Селище розташоване на річці Вільхівка, на місці впадання її правої притоки, річки Суха Вільхова. Найближчі населені пункти: селище Врубівський (примикає) і Білоріченський на північному заході; селища Ясне, Новопавлівка, села Західне, Ушаківка (всі вище за течією Вільхівки) на заході, селища Мирне, Малоколаївка на південному заході, села Круглик на півдні, Волнухине і селище Лісне на південному сході, місто Лутугине на сході, селища Титаренкове на північному сході і Марія на півночі.

## Історія

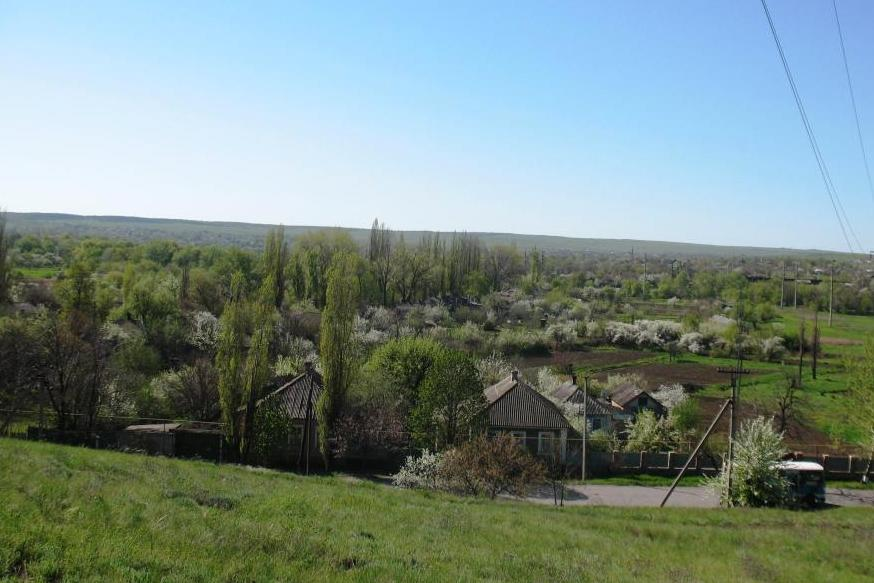
Панорама Успенки

Місцевість, де розташована сучасна Успенка, у XVII столітті населяли кріпаки-втікачі з різних місцевостей України. У 50-60-х роках XVIII століття заселення цієї території стало інтенсивнішим і впорядкованим. Царський уряд з метою охорони південних кордонів імперії почав розселяти тут іноземних переселенців, які прийняли російське підданство, — сербів, хорватів, болгар, угорців.
На землі полковника Шевича, який отримав 36,6 тисяч десятин угідь, і заснована 1755 року слобода Вільхова. У 70-ті роки за нею закріпилася назва Успенка, хоча її західну частину ще й досі називають Вільхівкою. Майже одночасно з Успенкою виникли й інші поселення, розташовані від неї на 2-3 кілометри, — Водяне, Куцурбівка й Молюки. Згодом вони утворили з Успенкою єдине селище, але перераховані топоніми побутують і нині як народні назви історичних районів селища міського типу.
1802 року в районі Успенки почали працювати перші примітивні шахти, на базі яких пізніше було створено Успенський рудник. За період з 1803 по 1827 рік тут було видобуто 903,5 тисяч пудів вугілля. Поповнення шахт робочою силою відбувалося насамперед за рахунок збіднілих селян.
За даними на 1859 рік у власницькому селі Успінськ (Вільхова) Слов'яносербського повіту Катеринославської губернії мешкало 2581 особа (1321 чоловік та 1260 жінок), налічувалось 388 дворових господарств, існувала православна церква, поштова станція, 2 завод, проходило 2 щорічних ярмарки.
Станом на 1886 рік у колишньому власницькому селі, центрі Успінської волості, мешкало 2352 особи, налічувалось 412 дворів, існували православна церква, поштова станція, 4 лавки, винокуренний завод, паровий млин, відбувалось 2 щорічних ярмарки.

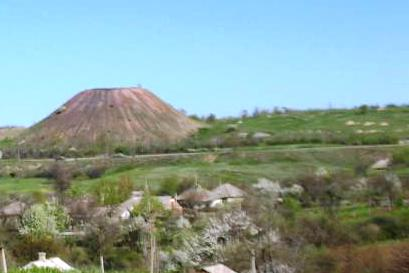
Терикон поблизу Успенки

1896 року бельгійське акціонерне товариство доменних печей і фабрик почало будівництво Вільхівського чавунно-ливарного заводу, котрий за два роки видав першу продукцію, що спричинило попит на вугілля. Великим підприємством-споживачем вугілля став зведений 1898 року Вільхівський коксобензольний завод, що мав 120 коксових печей.
Наприкінці 90-х років XIX століття в районі Успенки діяло кілька копалень, найбільшими з яких були три шахти бельгійського промисловця Кукса: «Марія», «Аліса», «Миколай».
Важкі умови праці спричинили хвилю повстань і страйків успенських робітників, яких згодом підтримали й селяни. Соціальні протести набували все більшого розмаху. Вимоги робітників мали переважно економічний характер — збільшення платні й покращення умов праці.
Розвій промисловості супроводжувався зростанням чисельності населення Успенки. Не маючи змоги забезпечити добробут родини за рахунок землеробства, селяни займалися домашнім промислом, наймалися на заводи й копальні.
На низькому рівні перебувало медичне обслуговування. Медпункт відкрився в Успенці 1878 року й лише за 20 років почала діяти лікарня на 17 ліжок. Вона обслуговувала мешканців 19 населених пунктів.
Першу школу — трикласну церковно-парафіяльну — відкрили в Успенці 1875 року, за чотири роки — другу, чотирикласну земську, але більшість дітей не здобувала освіту. 1914 року в селищі відрито невелику книгозбірню.
У листопаді 1917 року влада в Успенці перейшла до ради робітничих депутатів, встановився робітничий контроль на підприємствах. Наприкінці квітня 1918 року Успенку захопили німецькі війська, наприкінці 1918 року влада перейшла до білогвардійців, а 20 січня 1919 року до більшовиків.
Після громадянської війни необхідно було відновити зруйноване господарство. Цей процес прискорився 1923 року, коли Успенка здобула статус районного центру. Велику увагу було приділено організації охорони здоров'я й освіти. З 1921 до 1925 року в селищі працювали дві початкові й одна неповна середня школа та чотири групи лікнепу. З ініціативи комсомольського осередку при селищних клубах було відкрито різноманітні гуртки та створено книгозбірні.
Навесні 1930 року в Успенці був організований [колгосп] «Шлях до соціалізму». 1931 року в Куцурбівці була організована артіль імені Дем'яна Бєдного. З 1932 до 1935 року відбувалося розширення господарств, унаслідок чого виникли два великі господарства — колгоспи «Успенський» з центральною садибою в селі Ясне, та імені XVI партз'їзду, центральна садиба якого розташовувалася в селі Лісне. 1928 року в Успенці відкрили сільськогосподарську школу, згодом реорганізовано в технікум з агрономічним і зоотехнічним відділенями.
1938 року Успенка стала селищем міського типу. З 1959 по 1963 року входила до складу Олександрівського району (Олександрівськ), з 1963 до 1965 року — підпорядковувалася Артемівському районові міста Ворошиловграда, з 1965 року входить до складу Лутугинського району.
12 червня 2020 року, відповідно до Розпорядження Кабінету Міністрів України № 717-р «Про визначення адміністративних центрів та затвердження територій територіальних громад Луганської області», увійшло до складу Лутугинської міської територіальної громади.
19 липня 2020 року, в результаті адміністративно-територіальної реформи та ліквідації  Лутугинського району, увійшло до складу новоутвореного Луганського району.

## Відомі люди— уродженці селища
- Карпенко Сергій Миколайович (1971—2014) — солдат Збройних сил України, учасник російсько-української війни.
- Кошовий Віктор Іванович (1924—2006) — український живописець.
- Редькін Олександр Архипович (нар. 1931) — український скульптор.
- Шаповалов Георгій Георгійович — радянський діяч, міністр місцевої і паливної промисловості Української РСР.

## Галерея

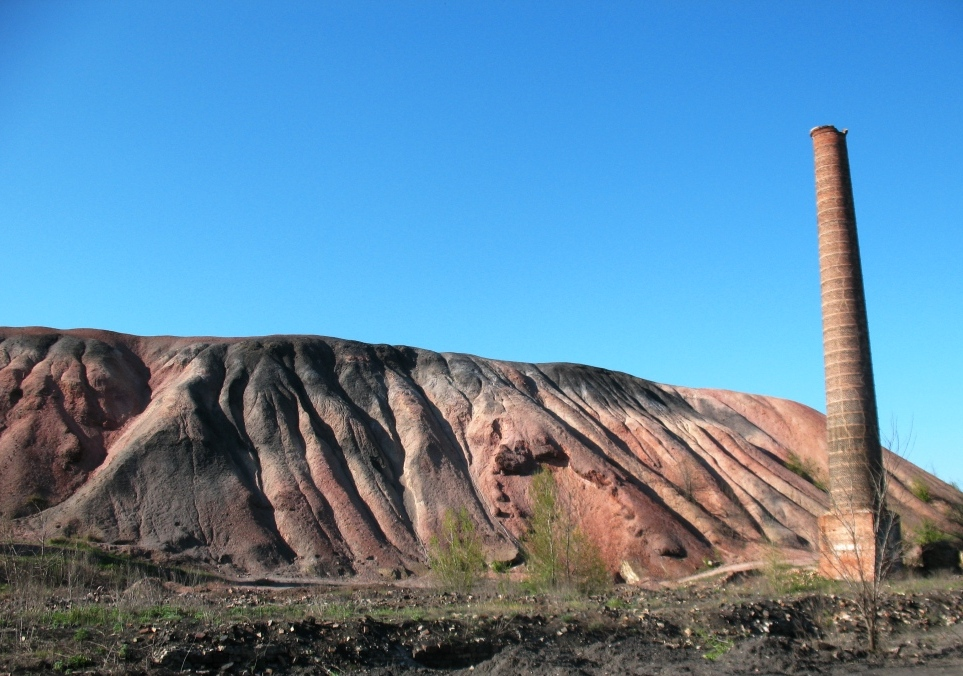
Відвали породи на колишньому коксохімічному заводі
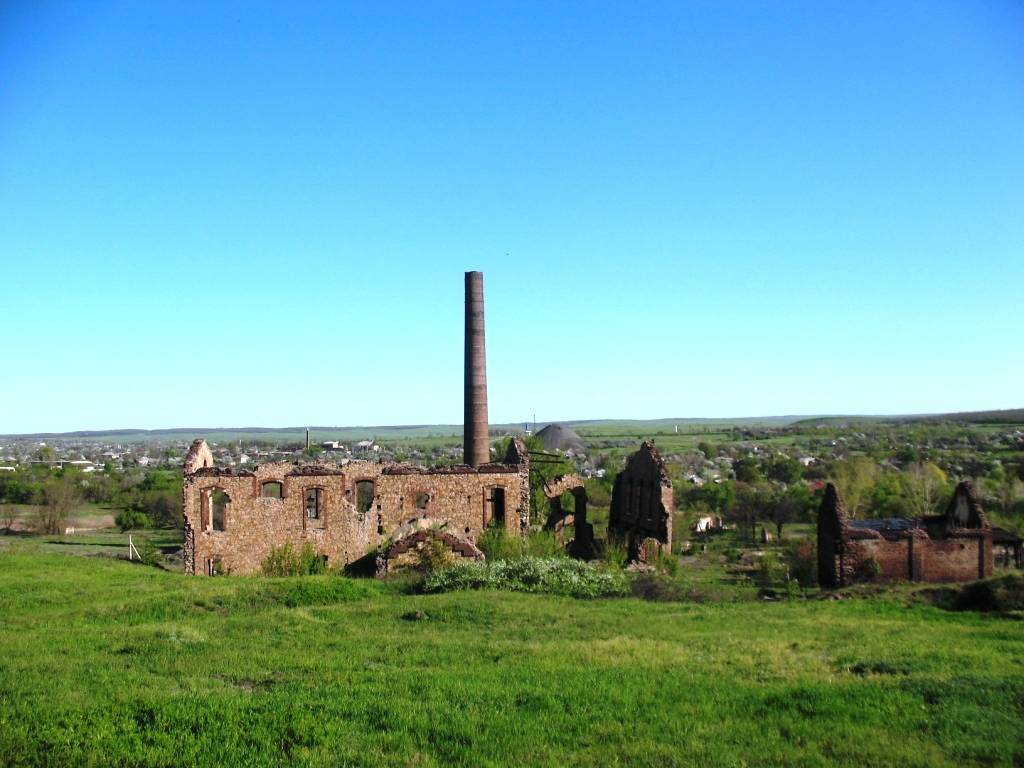
Руїни коксохімзаводу
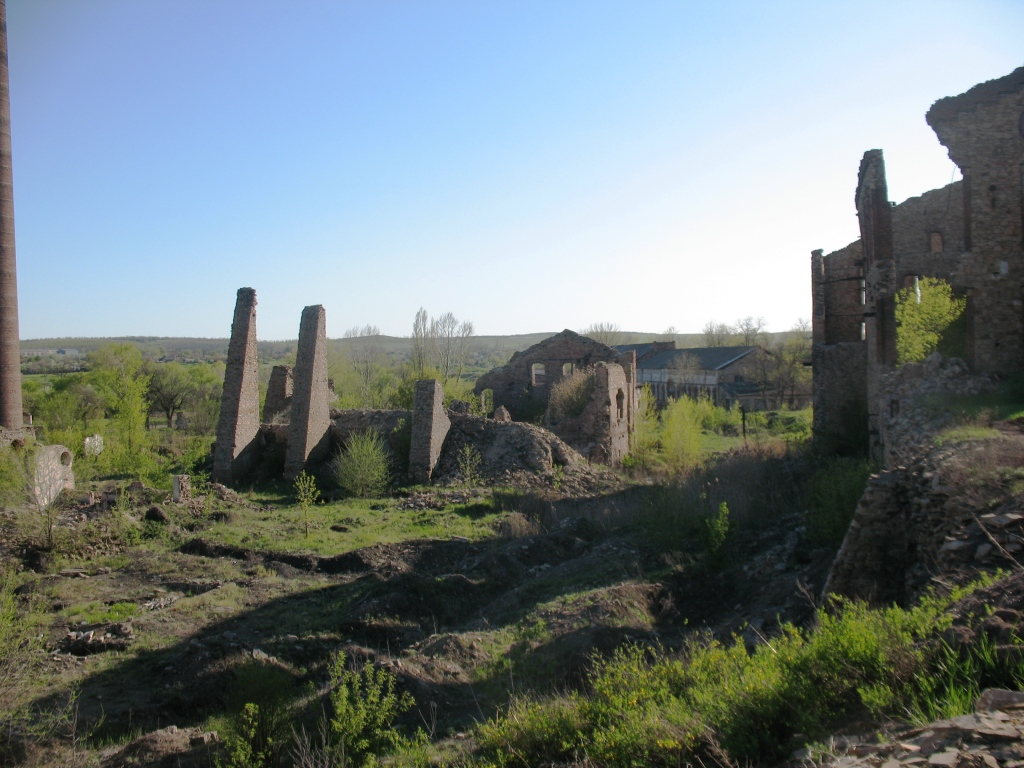
Руїни коксохімзаводу

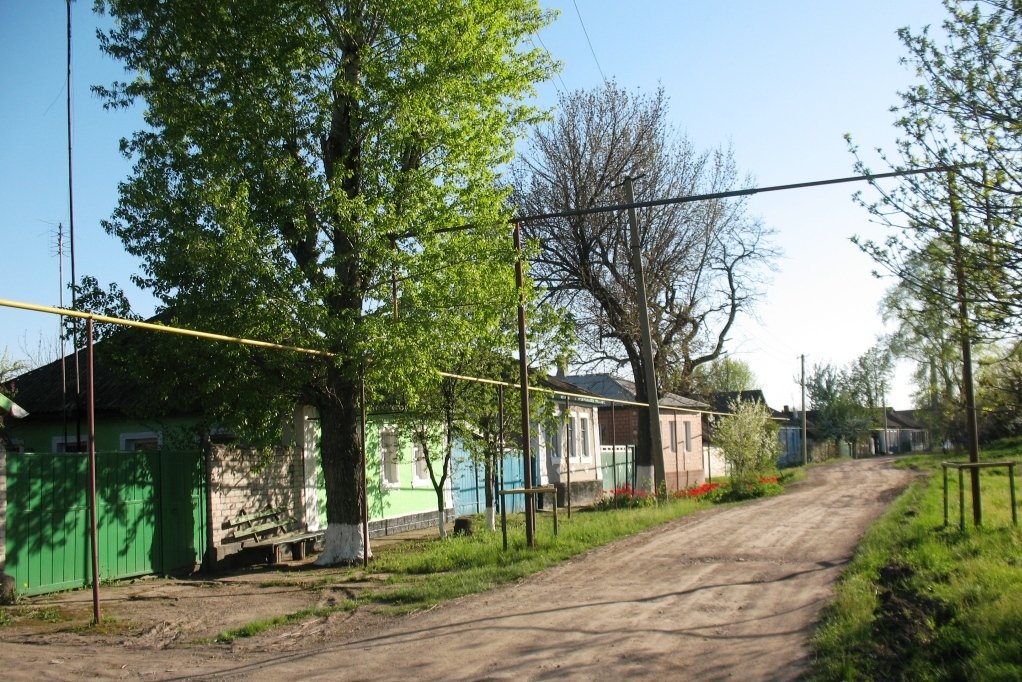
Вулиця М. Буцької
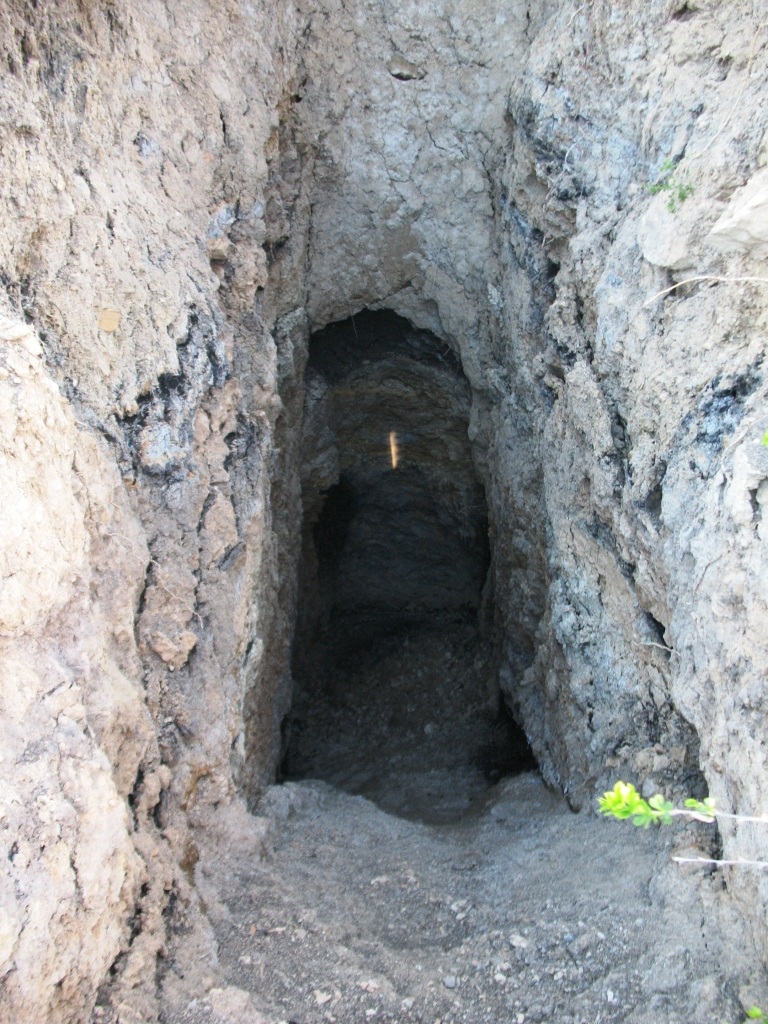
Нелегальна саморобна шахта-копанка поблизу Успенки
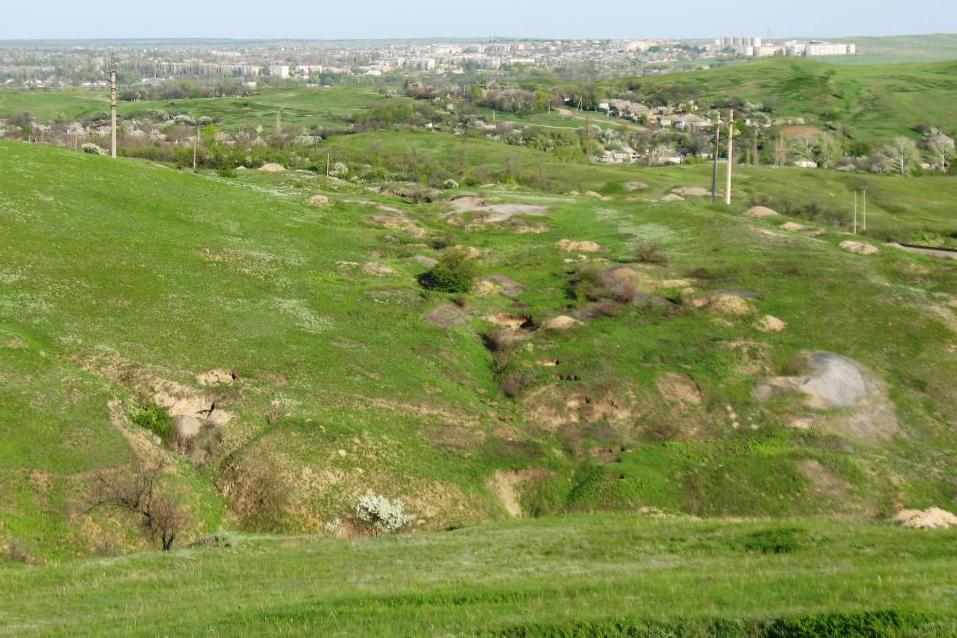
Панорама Успенки й райцентру Лутугиного з лінією шахт-копанок